# Justicia robinsonii
Justicia robinsonii är en akantusväxtart som beskrevs av Ridley. Justicia robinsonii ingår i släktet Justicia och familjen akantusväxter. Inga underarter finns listade i Catalogue of Life.